# Johanna de Boer
Johanna Jacoba "Jo" de Boer (ur. 6 stycznia 1901 w Amsterdamie, zm. 7 sierpnia 1984 tamże) – holenderska florecistka, srebrna medalistka mistrzostw świata.
Na igrzyskach olimpijskich w Paryżu w 1924 roku odpadła w pierwszej rundzie turnieju florecistek. Na rozgrywanych cztery lata później igrzyskach olimpijskich w Amsterdamie w tej samej konkurencji zajęła ósme miejsce. W rundzie finałowej przegrała pięć z siedmiu pojedynków. Brała też udział w igrzyskach olimpijskich w Los Angeles w 1932 roku, gdzie we florecie była szósta. W rundzie finałowej tym razem wygrała pięć z dziewięciu walk. 
Podczas mistrzostw świata w Neapolu w 1929 roku (oficjalnie zawody tego cyklu rozgrywane są pod tą nazwą dopiero od 1937) wywalczyła srebrny medal we florecie indywidualnym. Na podium rozdzieliła Niemkę Helene Mayer i Węgierkę Margit Danÿ. 